# Siamesisk
Siamesisk är en roman från 1997 av den norske författaren Stig Sæterbakken. Den handlar om ett gammalt par där mannen är nästan blind och kvinnan nästan döv, som lever efter färdiga rutiner men får sitt samspel rubbat av en tredje part. Kapitlen berättas växelvis ur mannens och kvinnans perspektiv. Boken gavs ut på svenska 2002 i översättning av Linda Boström Knausgård och Gilda Romero.
Boken är den första delen i Sæterbakkens S-trilogi, som utöver att ha titlar som börjar på S binds samman av att skildra existentiell nöd, makt och kärlek med mörk humor. Siamesisk följdes av de fristående Selvbeherskelse från 1998 och Sauermugg från 1999. År 2007 gavs de tre romanerna ut i ett gemensamt band i Norge.